# Charles Jennens
Charles Jennens, född 1700 eller 1701 i Leicestershire, död 20 november 1773, var en engelsk godsägare och konstälskare som sammanställde texterna till fem av Georg Friedrich Händels oratorier: Saul (1738), Israel i Egypten (1738), L'Allegro, il Penseroso ed il Moderato (1740), Messias (1741), och Belshazzar (1744).